# Oliveira (Barcelos)
Oliveira ist eine Gemeinde (Freguesia) im nordportugiesischen Kreis Barcelos. In ihr leben 986 Einwohner (Stand 19. April 2021).